# Llengües shahaptianes
Les llengües shahaptianes o sahaptianes són un grup de llengües penutians dels Turons parlades pels pobles amerindis dels Estats Units als estats de Washington, Oregon, i Idaho, al nord-oest dels EUA.

## Classificació

### Classificació interna
Les llengües shahaptianes pròpiament dites inclouen dues llengües o continus dialectals:
1. Llengua nez percé 100 (1980) 200 (1997)
- Alt Nez Percé
- Baix Nez Percé

2. Sahaptin (Sħáptənəxw, Ichishkíin Sínwit) 
- Dialectes: Yakima 3.000 (1977), 1.000 (1980); Walla Walla 100 (1977); Umatilla 50 (1977); Tenino 200 (1977)
- Grup sahaptin del nord

- Complex dialectal sahaptin del nord-oest
- Complex dialectal sahaptin del nord-est

- Grup sahaptin del sud (Complex del riu Columbia)

El nez percé té dues varietats (alta i baixa) i el sahaptin té una considerable diversitat interna amb moltes varietats diferents.

### Relació amb altres llengües
El projecte comparatiu ASJP Arxivat 2014-01-27 a Wayback Machine. troba certa similitud lèxica entre les llengües sahaptin, nez-percé i molala però aquesta similitud podria deure's a raons accidentals i no és prova en ferma de parentiu. Atès que el molala ha estat relacionat amb el cayuse s'ha especulat amb una hipotètica família sahpatin-wayilatpu, amb les següents relacions de proximitat:
|  | Nez-percé |
|  |           |
|  | Sahaptin  |
|  |           |

|  | Molala |
|  |        |
|  | Cayuse |
|  |        |

|  | Nez-percé |
|  |           |
|  | Sahaptin  |
|  |           |

|  | Molala |
|  |        |
|  | Cayuse |
|  |        |

Els defensors de la validesa total o parcial de la hipòtesi penutiana engloben a les llengües sahaptin-wayilatpu dins del subgrup de llengües penutianes dels turons.

## Descripció lingüística

### Gramàtica
L'ordre dels constituents és extremadament lliure en les llengües shahaptianes. A més usen gairebé per igual l'estratègia de marcatge de nucli i la de marcatge de complement. Les llengües shahaptianes posseeixen cas gramatical i alineament morfosintàctic de tipus ergatiu. El subjecte d'una oració intransitiva, exemples (1) i (2); i el pacient-experimentador d'una oració transitiva no porten marca explícita en certs casos (veu directa en sahaptin, exemple (3), i antipassiva en Nez Percé exemple (4)).
(1) i-wiyánáwi-ya iwínš (Sahaptin)
3SUBJ-arribar-PRET home
'l'home va arribar'
(2) hi-páayn-a ʔáayat (Nez Percé)
3SUBJ-arribar-PRET dona
'la dona va arribar'
(3) iwínš i-tuχwínan-a yáamaš-na (Sahaptin)
home 3SUBJ-disparar-PRET cérvol mul
'l'home disparà un/el cérvol mul'
(4) ʔáayat hi-χʔní-s-e qémʼes (Nez Percé)
mujer 3SUBJ-excavar.arrels-IMPERF-NOM Camassia
'la dona està excavant (arrels de) camassia'
El sistema de casos comparat dels casos del nez-percé i el Sahptin es resumeix en el següent quadre:
| Cas          | Nez percé  | Sahaptin   | Llengua klamath |
| ------------ | ---------- | ---------- | --------------- |
| Acusatiu     | -(n)en     | -na/-(n)an | -(ʔa)s          |
| Ergatiu      | -(n)îm     | -(n)im     |                 |
| Associatiu   | -iʔin      | -in        |                 |
| Genitiu      | -(n)îm     | -(n)mí     | -(ʔa)m          |
| Benefactiu   | -ʔayn      | -ay        |                 |
| Datiu        | -(p)k      | -yaw       |                 |
| Al·latiu     | -(p)kek    | -kan       | -dal            |
| Ablatiu      | -(p)kînʼik | -kni(k)    | -knii           |
| Locatiu      | -pe        | -pa        | -da(n)t         |
| Instrumental | -ki        | -ki        | -tga            |

## Tribus
Hi ha un nombre considerable de tribus, organitzades com a grups separats, que parlen o parlaven llengües shahaptianes:
- Sahaptin
  - Cowlitz (Taidnapam)
  - Kittitas (upper yakima)
  - Klickitats
  - Palus (Palouse)
  - Teninos (Warmsprings)
  - Tygh (Upper Deschutes)
  - Umatilla
  - Walla walla
  - Wyam (Lower Deschutes)
  - Yakama (Yakima)
- Nez percés
- Pshwanwapam (Pswanwapam)
- Skinpah (Skin)
- Wanapum
- Wauyukma